# Quatre-Bras de Baisy-Thy
Ne doit pas être confondu avec Quatre Bras de Tervuren.
Pour les articles homonymes, voir Quatre-Bras.
Les Quatre-Bras de Baisy-Thy, ou simplement les Quatre-Bras, est un lieu-dit dont l'origine est le carrefour routier important à l’intersection des routes Bruxelles–Charleroi (N5) et Nivelles–Namur (N93). Il se trouve au sud de Baisy-Thy dans la commune de Genappe, dans le Brabant wallon (Belgique).
Ce carrefour a été la barrière d'octroi n° 7 en Brabant sur la route de Bruxelles vers Trèves.

## Histoire
Le 16 juin 1815, la bataille dite 'des Quatre-Bras' eut lieu, non loin du croisement, entre les armées de la Septième Coalition et l’armée française.

Monuments aux Quatre-Bras
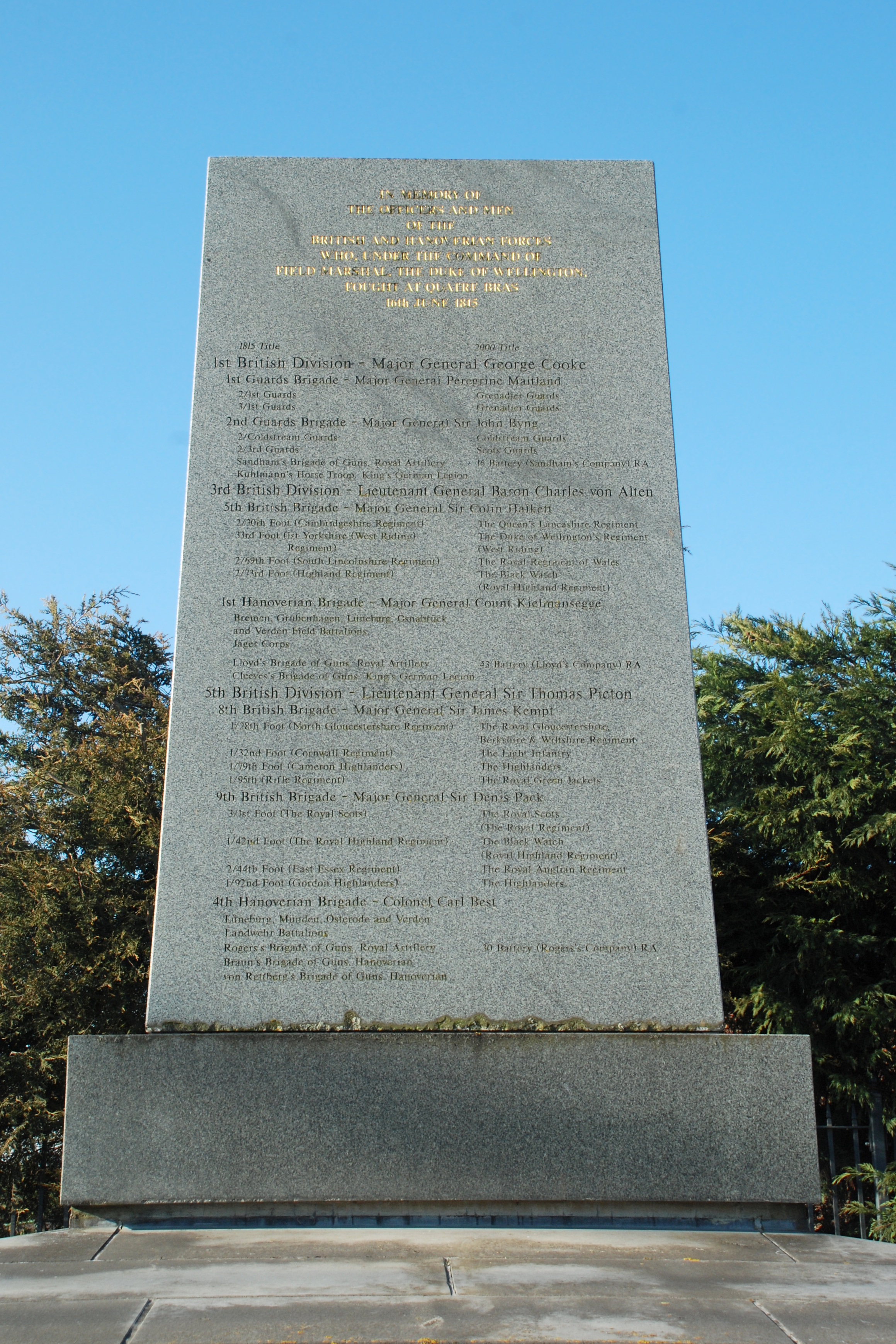
Monument aux troupes britanniques et hanovriennes.
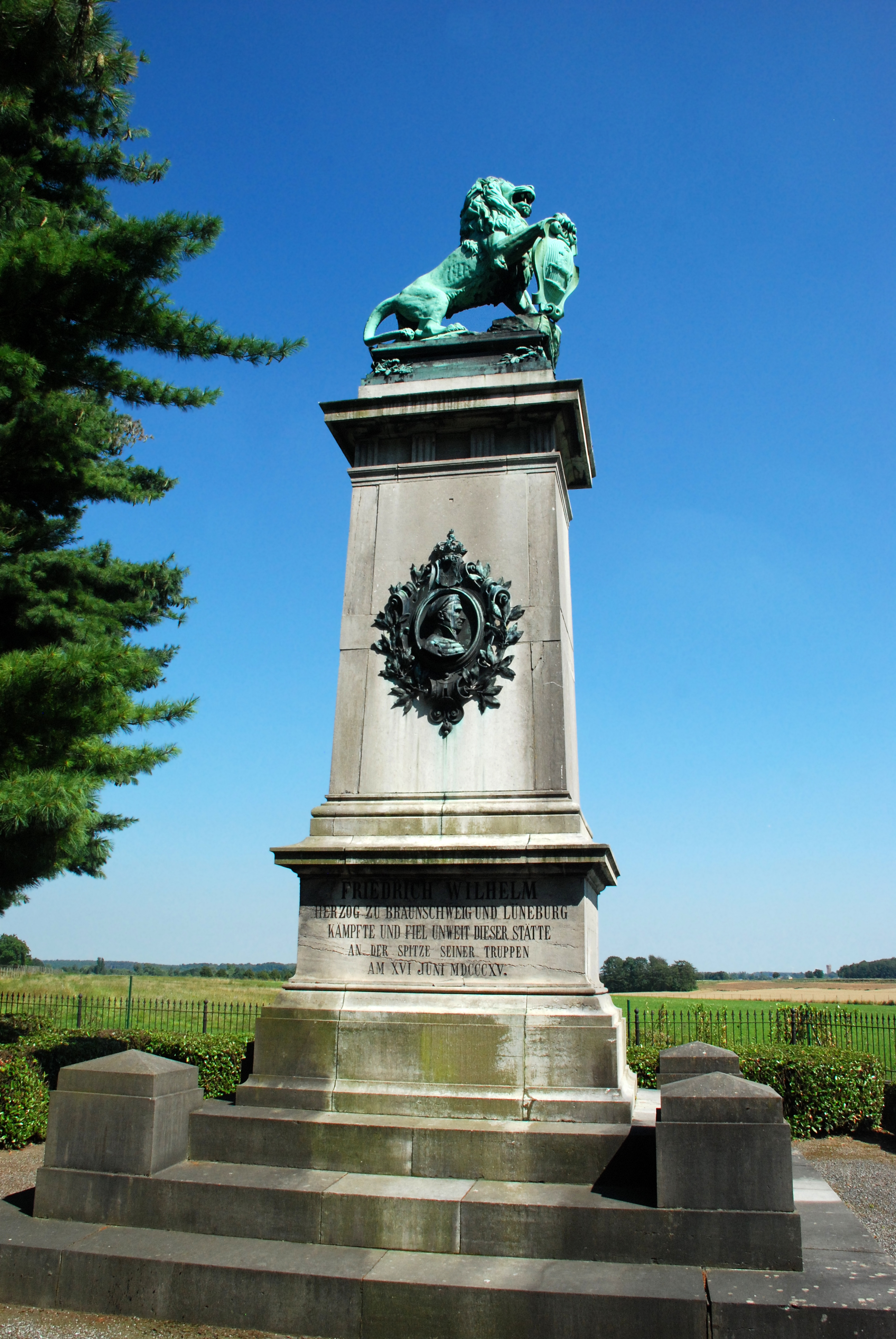
Monument Brunswick.
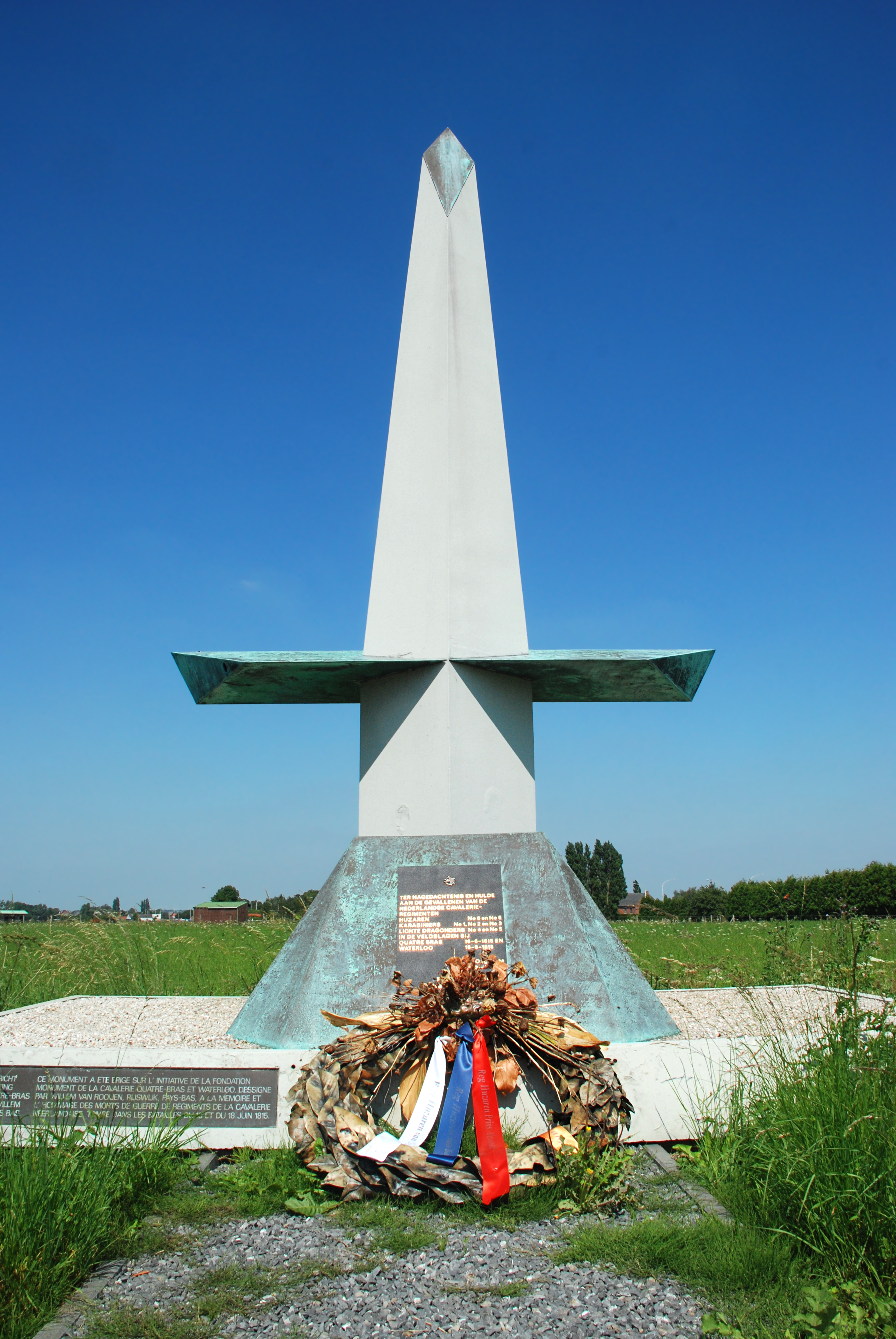
Monument à la cavalerie néerlandaise.
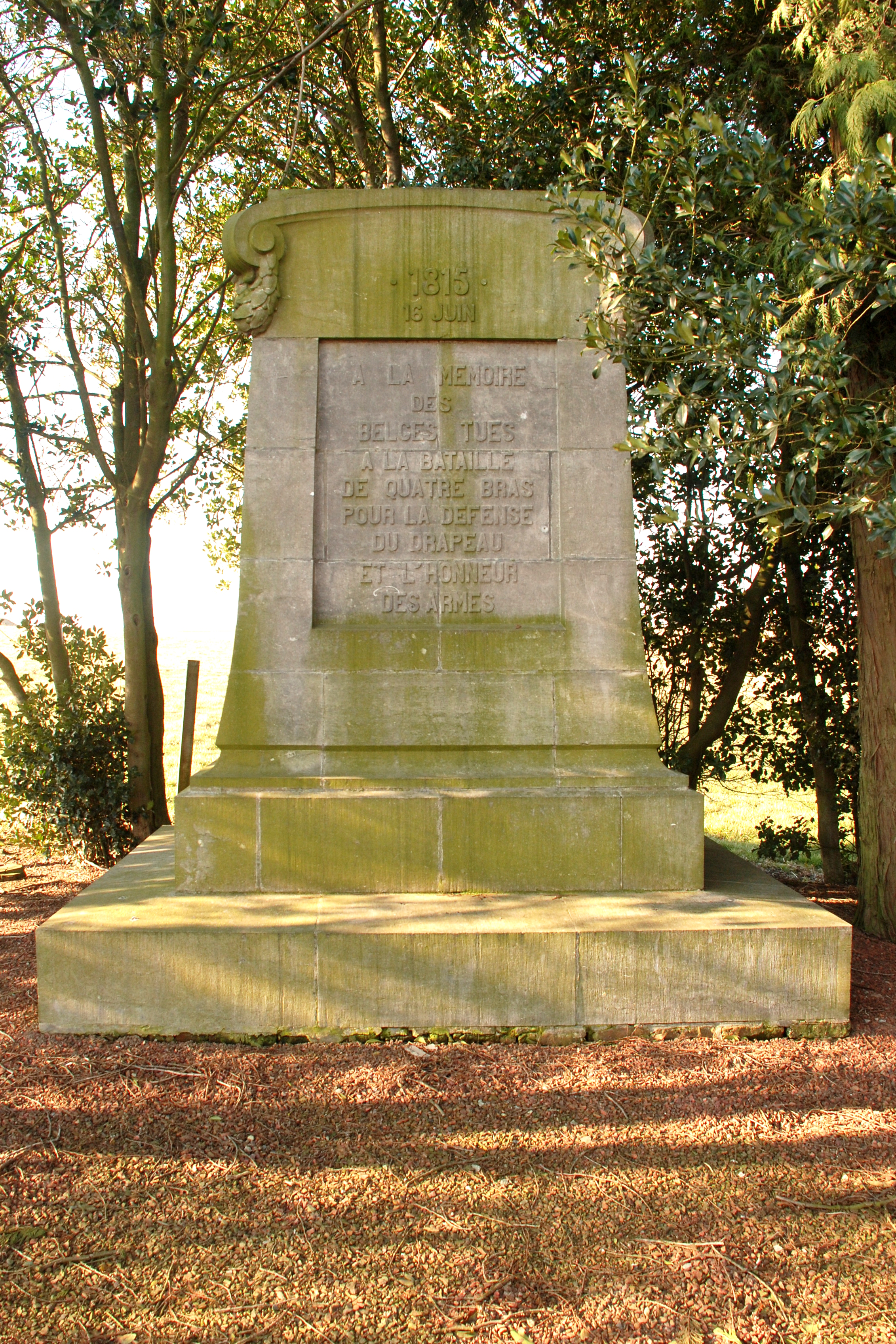
Monument aux Belges (Quatre Bras).